# ЦАР на летних Олимпийских играх 1992
Центральноафриканская Республика принимала участие в Летних Олимпийских играх 1992 года в Барселоне (Испания) в четвёртый раз за свою историю, но не завоевала ни одной медали. Сборную представляли 15 человек и впервые в её составе были женщины.

## Результаты

### Велоспорт
Спортсменов — 4
| Спортсмен                                               | Дисциплина                | Место |
| ------------------------------------------------------- | ------------------------- | ----- |
| Венсан Гомгаджа                                         | групповая гонка, 194,4 км | DNF   |
| Обед Нгаите                                             | групповая гонка, 194,4 км | DNF   |
| Крист Ярафа                                             | групповая гонка, 194,4 км | DNF   |
| Венсан Гомгаджа Обед Нгаите Крист Ярафа Руфин Моломадан | командная гонка, 100 км   | 29    |

### Дзюдо
Спортсменов — 3
Мужчины
| Спортсмен      | Весовая категория | Первый раунд                           | Второй раунд         | Четвертьфинал        | Полуфинал            | Финал                |
| Спортсмен      | Весовая категория | Соперник Счёт                          | Соперник Счёт        | Соперник Счёт        | Соперник Счёт        | Соперник Счёт        |
| -------------- | ----------------- | -------------------------------------- | -------------------- | -------------------- | -------------------- | -------------------- |
| Симеон Торонло | до 71 кг          | Халини Балдбаатар Монголия П 0000-1000 | Завершил выступления | Завершил выступления | Завершил выступления | Завершил выступления |
| Андре Маюнга   | до 86 кг          | Илуалома Исако Заир П 0000-1000        | Завершил выступления | Завершил выступления | Завершил выступления | Завершил выступления |

Женщины
| Спортсмен          | Весовая категория | Первый раунд                                 | Второй раунд          | Четвертьфинал         | Полуфинал             | Финал                 |
| Спортсмен          | Весовая категория | Соперник Счёт                                | Соперник Счёт         | Соперник Счёт         | Соперник Счёт         | Соперник Счёт         |
| ------------------ | ----------------- | -------------------------------------------- | --------------------- | --------------------- | --------------------- | --------------------- |
| Фелесите Макунавод | до 61 кг          | Мирослава Яношикова Чехословакия П 0000-1000 | Завершила выступления | Завершила выступления | Завершила выступления | Завершила выступления |

### Лёгкая атлетика
Мужчины
| Спортсмен        | Дисциплина | Первый раунд | Первый раунд | Первый раунд | Четвертьфинал        | Четвертьфинал        | Четвертьфинал        | Полуфинал            | Полуфинал            | Полуфинал            | Финал                | Финал                |
| Спортсмен        | Дисциплина | Время        | Место        | Итог         | Время                | Место                | Итог                 | Время                | Место                | Итог                 | Время                | Место                |
| ---------------- | ---------- | ------------ | ------------ | ------------ | -------------------- | -------------------- | -------------------- | -------------------- | -------------------- | -------------------- | -------------------- | -------------------- |
| Валентин Нгбого  | 100 м      | 10,79        | 6            | 47           | Завершил выступления | Завершил выступления | Завершил выступления | Завершил выступления | Завершил выступления | Завершил выступления | Завершил выступления | Завершил выступления |
| Валентин Нгбого  | 200 м      | 21,51        | 5            | 42           | Завершил выступления | Завершил выступления | Завершил выступления | Завершил выступления | Завершил выступления | Завершил выступления | Завершил выступления | Завершил выступления |
| Мартиал Биже     | 400 м      | 47,82        | 7            | 52           | Завершил выступления | Завершил выступления | Завершил выступления | Завершил выступления | Завершил выступления | Завершил выступления | Завершил выступления | Завершил выступления |
| Захария Майджида | 800 м      | 1:50,41      | 6            | 35           | н/д                  | н/д                  | н/д                  | Завершил выступления | Завершил выступления | Завершил выступления | Завершил выступления | Завершил выступления |
| Захария Майджида | 1500 м     | 3:55,72      | 11           | 41           | н/д                  | н/д                  | н/д                  | Завершил выступления | Завершил выступления | Завершил выступления | Завершил выступления | Завершил выступления |
| Эрнест Ндиссипу  | 5000 м     | 14:40,12     | 12           | 47           | н/д                  | н/д                  | н/д                  | н/д                  | н/д                  | н/д                  | Завершил выступления | Завершил выступления |
| Жак-Анри Брюне   | 400 м с/б  | 52,59        | 6            | 36           | н/д                  | н/д                  | н/д                  | Завершил выступления | Завершил выступления | Завершил выступления | Завершил выступления | Завершил выступления |
| Фердинанд Амади  | марафон    | н/д          | н/д          | н/д          | н/д                  | н/д                  | н/д                  | н/д                  | н/д                  | н/д                  | 2:35:39              | 74                   |

| Спортсмен        | Дисциплина    | Квалификация | Квалификация | Финал                | Финал                |
| Спортсмен        | Дисциплина    | Результат    | Место        | Результат            | Место                |
| ---------------- | ------------- | ------------ | ------------ | -------------------- | -------------------- |
| Микаэль Конжунго | метание диска | 57,46 м      | 24           | Завершил выступления | Завершил выступления |

Женщины
| Спортсмен        | Дисциплина | Первый раунд | Первый раунд | Первый раунд | Полуфинал             | Полуфинал             | Полуфинал             | Финал                 | Финал                 |
| Спортсмен        | Дисциплина | Время        | Место        | Итог         | Время                 | Место                 | Итог                  | Время                 | Место                 |
| ---------------- | ---------- | ------------ | ------------ | ------------ | --------------------- | --------------------- | --------------------- | --------------------- | --------------------- |
| Бриджитт Нганайе | 800 м      | 2:15,70      | 6            | 31           | Завершила выступления | Завершила выступления | Завершила выступления | Завершила выступления | Завершила выступления |
| Бриджитт Нганайе | 1500 м     | 4:33,57      | 13           | 35           | Завершила выступления | Завершила выступления | Завершила выступления | Завершила выступления | Завершила выступления |